# Etologia
Etologia (gr. ήθος – obyczaj) – dział zoologii badający zachowania zwierząt, zarówno dziedziczone, jak i nabyte, ich aspekt przystosowawczy, społeczny, rozwój osobniczy, orientację przestrzenną.
Twórcą nowoczesnej etologii jest Konrad Lorenz. Porównując zachowania (np. drapanie się) różnych gatunków, stwierdził on, że mogą one pomóc w poznaniu ewolucji, a na podstawie badań kaczek doszedł do wniosku, że zachowania zależą w prosty sposób od genów.

## Obszary badań
- teoria instynktu
- motywacja
- uczenie się
- zachowania agresywne i altruistyczne
- altruizm odwzajemniony
- terytorializm

## Dziedziny wiedzy związane z etologią lub wywodzące się z niej
- antropoetologia – badania terenowe nad zachowaniem człowieka (jako gatunku zwierząt)
- etologia kognitywna – procesy poznawcze u zwierząt
- zoosemiotyka – badania nad komunikowaniem się zwierząt
- socjologia zwierząt – zachowania społeczne zwierząt
- socjobiologia – ewolucjonistyczne podejście do zachowań społecznych zwierząt i człowieka